# Tenantit
Tenantit je bakrova arzenova sulfosol z idealno kemijsko formulo  Cu12As4S13. Ker je del bakra pogosto zamenjan z železom ali cinkom, je njegova realna formula  Cu6[Cu4(Fe,Zn)2]As4S13. Mineral je sivo črne, jekleno sive ali črna barve. Zelo soroden je z mineralom tetraedritom (Cu12Sb4S13), v katerem je arzen zamenjan z antimonom. Z njim tvori niz trdnih raztpopin. Minerala imata zelo podobne lastnosti in ju je pogosto težko razlikovati. Do približno 15% bakra je lahko zamenjano z železom, cinkom ali srebrom.
Tenantit je bil prvič opisan leta 1819 na njegovem nahajališču v Cornwallu, Anglija. Ime je dobil po angleškem kemiku Smithsonu Tennantu (1761-1815).
Mineral se pojavlja v hidrotermalnih žilah in kontaktnih metamorfnih depozitih Cu–Pb–Zn–Ag sulfidov in sulfosoli in skupaj s piritom, kalcitom, dolomitom, sideritom, baritom in kremenom.
Med metalurškim pridobivanjem bakra iz tenantita tvori arzen z bakrom zlitino arzenov bron, ki je trši od čistega bakra. Arheologi so odkrili, da se je arzenov bron v davnini uporabljal po celem svetu in pomenil pomemben korak proti bronasti dobi.. 
- Tenantit na kameni streli; rudnik Concepción del Oro, Zacatecas, Mehika
- Tetraedrični kristali tenantita na dolomitu; rudnik Tsumeb, Namibija
- Tenantit; Irska
- Tenantit (velikost: 7 cm); rudnik Tsumeb, Namimija